# قلح

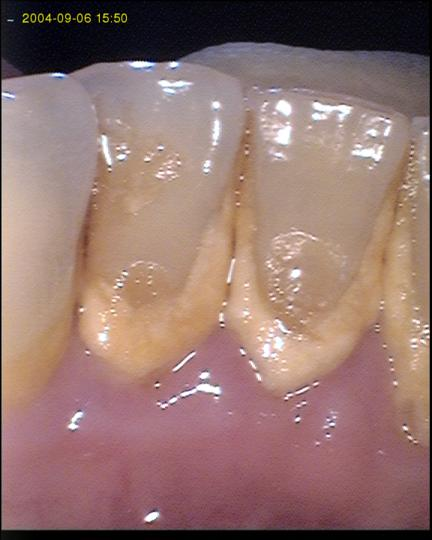
جير الأسنان

القَلَح أو القَلْح (بالإنجليزية: calculus)‏ أو القَلَح السِنِّيّ أو القَلْح السني (بالإنجليزية: dental calculus)‏ أو قَلَحُ الأسْنَان أو جير الأسنان هي طبقة لزجة[بحاجة لمصدر] شفافة أو بيضاء من البكتيريا واللعاب وفتات الطعام تتجمع على الأسنان، وإن لم تنتزع بالتنظيف اليومي تتصلب لتصبح حصى متماسكة، ويعد الجير هو السبب الأساسي لحدوث التهاب اللثة، فهو يهيج اللثة ويفصل بينها وبين جذور الأسنان مكوناً فراغات وهذه الفراغات قد تمتلئ بفتات الطعام والصديد ويسبب هذا احمراراً ونزفاً للثة عند عملية تنظيف الأسنان، وإن أهمل جير الأسنان ولم يعالج يحدث ارتخاء للأسنان وفي النهاية يكون اقتلاعها محتوماً.

وقد تظهر الجير على شكلين: فوق خطّ اللثة حيث يكون الجير مرئياً، أو تحت خطّ اللثة حيث يتشكّل في الجيوب بين الأسنان واللثث.

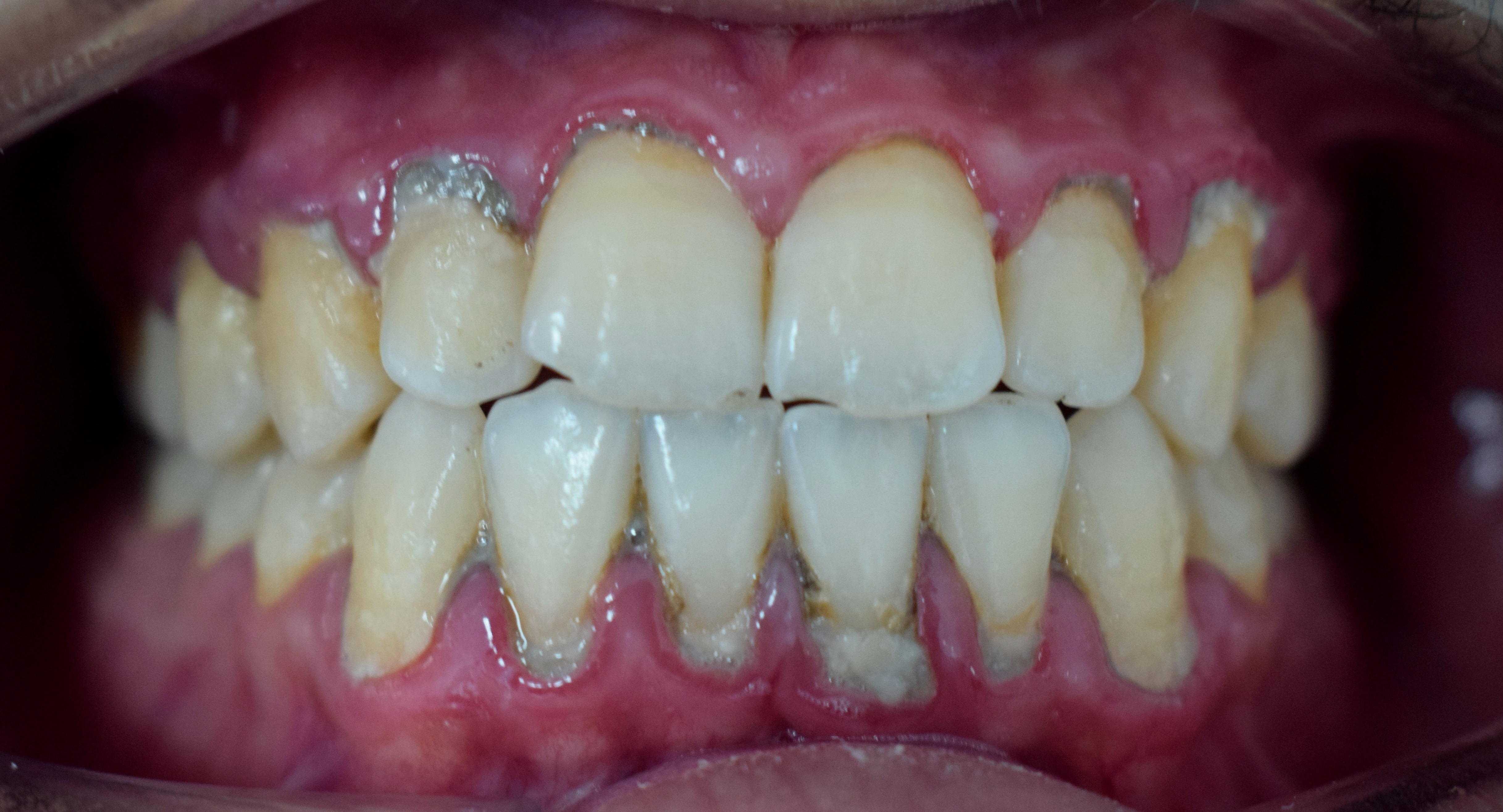
تراكم جير فوق جير متكلس

## أصل الكلمة
تأتي الكلمة من الكلمة اللاتينية calculus  التي تعني «حجر صغير» ومن calx  «الحجر الجيري»، ومن المحتمل أن تكون مرتبطة بالكلمة اليونانية χάλιξ  التي تعني «حجر صغير، أو حصاة»، التي يرجع أثرها إلى جذر اللغة الهندية الأوروبية البدائية «انقسام، تفريق». يُستخدم مصطلح الجير لوصف أنواع مختلفة من الحجارة. أدى هذا إلى العديد من الكلمات الحديثة، بما في ذلك «الحساب calculate» (استخدام الحجارة لأغراض رياضية)، و«طبقة الجير calculus»، التي استُخدمت في القرن الثامن عشر من أجل وصف تراكم المعادن في أجسام الإنسان والحيوان، مثل حصوات الكلى والمعادن على الأسنان.
من ناحية أخرى، يوجد مصطلح القلح باللغة اليونانية أيضًا (tartaron)، ولكن بصفته مصطلحًا يصف الغطاء الأبيض داخل البراميل، المعروف أيضًا باسم طرطرات البوتاسيوم والمعروف كذلك باسم كريم الطرطر. استُخدم هذا المصطلح من أجل وصف فوسفات الكالسيوم الموجودة على الأسنان في أوائل القرن التاسع عشر.

## تكون الجير
يتكون جير الأسنان من كل من المكونات غير العضوية (المعدنية) والعضوية (الخلي وخارج الخلوي). تتراوح نسبة المعادن في طبقة الجير من 40-60٪ تقريبًا، اعتمادًا على موقعها في الأسنان، وتتكون بشكل أساسي من بلورات فوسفات الكالسيوم منظمة على أربع مراحل معدنية رئيسية، مدرجة هنا بترتيب تناقص نسبة الفوسفات إلى الكالسيوم:
- هيدروكسيل أباتيت Ca5(PO4)3OH.
- هويتلو كيت Ca9(Mg,Fe)(PO4)6(PO3OH).
- فوسفات ثماني الكالسيوم Ca8H2(PO4)6.5H2O.
- وبروشيت CaHPO4·2H2O.

المكون العضوي هو نحو 85٪ خلوي و15٪ خارج خلوي. كثافة الخلية داخل لويحة الأسنان والجير عالية جدًا، وتتكون من نحو 200,000,000 خلية لكل مليغرام. الخلايا الموجودة في الجير هي بكتيرية في المقام الأول، ولكنها تشتمل أيضًا على نوع واحد على الأقل من الأركيا (العصوانيات الفموية) والعديد من أنواع الخمائر (مثل المبيضات البيضاء). تتكون المصفوفة العضوية خارج الخلوية في الجير في المقام الأول من البروتينات والدهون (الأحماض الدهنية، الدهون الثلاثية، الغليكوليبيدات، والدهون الفسفورية)، وكذلك الحمض النووي خارج الخلوي. توجد أيضًا كميات ضئيلة من الحبيبات الدقيقة الغذائية والبيئية في جير الأسنان، بما في ذلك البروتينات اللعابية، والحمض النووي النباتي، وبروتينات الحليب، وحبيبات النشا، وألياف النسيج، وجزيئات الدخان.

## تشكل الجير
لم تفهم عملية تكون الجير من لويحة الأسنان جيدًا حتى الآن. يتشكل الجير بنسبة أكبر على الأسطح الشدقية (الخدية) لأضراس الفك العلوي وعلى الأسطح اللسانية في قواطع للفك السفلي. تعاني هذه المناطق من ارتفاع تدفق اللعاب بسبب قربها من فوهات الغدد اللعابية النكفية والغدة تحت اللسان. يتكون الجير تحت اللثة ويصبح داكن اللون عادة بوجود البكتيريا المخضبة بالأسود، التي تكون خلاياها مغلفة بطبقة من الحديد يُحصل عليها من الهيم أثناء نزيف اللثة. يتكون جير الأسنان عادةً في طبقات إضافية يمكن رؤيتها بسهولة باستخدام كل من الميكروسكوب الإلكتروني والمجهر الضوئي. تتشكل هذه الطبقات أثناء أحداث التكلس الدورية للويحة السنية، ولكن توقيت هذه الأحداث ومحفزاتها غير مفهومة جيدًا. يختلف تكون الجير بشكل كبير بين الأفراد وفي أماكن مختلفة داخل الفم. حُددت العديد من المتغيرات المؤثرة على تشكيل الجير في الأسنان، بما في ذلك العمر والجنس والخلفية العرقية والنظام الغذائي والموقع في تجويف الفم، والنظافة الفموية، وتكوين اللويحة البكتيرية، والعوامل الوراثية عند المضيف، والوصول إلى رعاية الأسنان المهنية، والإعاقات الجسدية، والأمراض الجهازية وتعاطي التبغ والأدوية.

## انظر أيضا

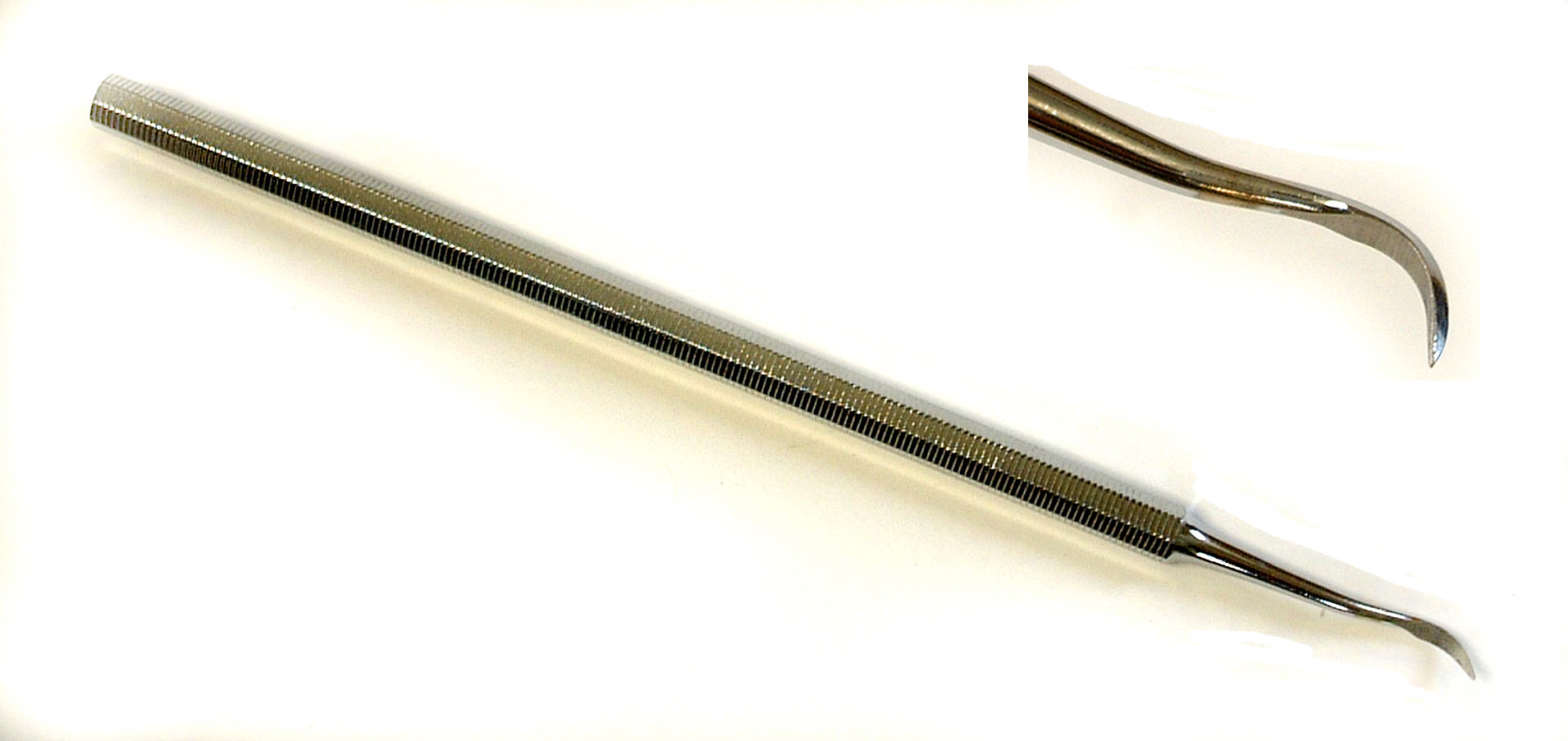
أداة يدوية يستخدمها أطباء الأسنان في إزالة الجير
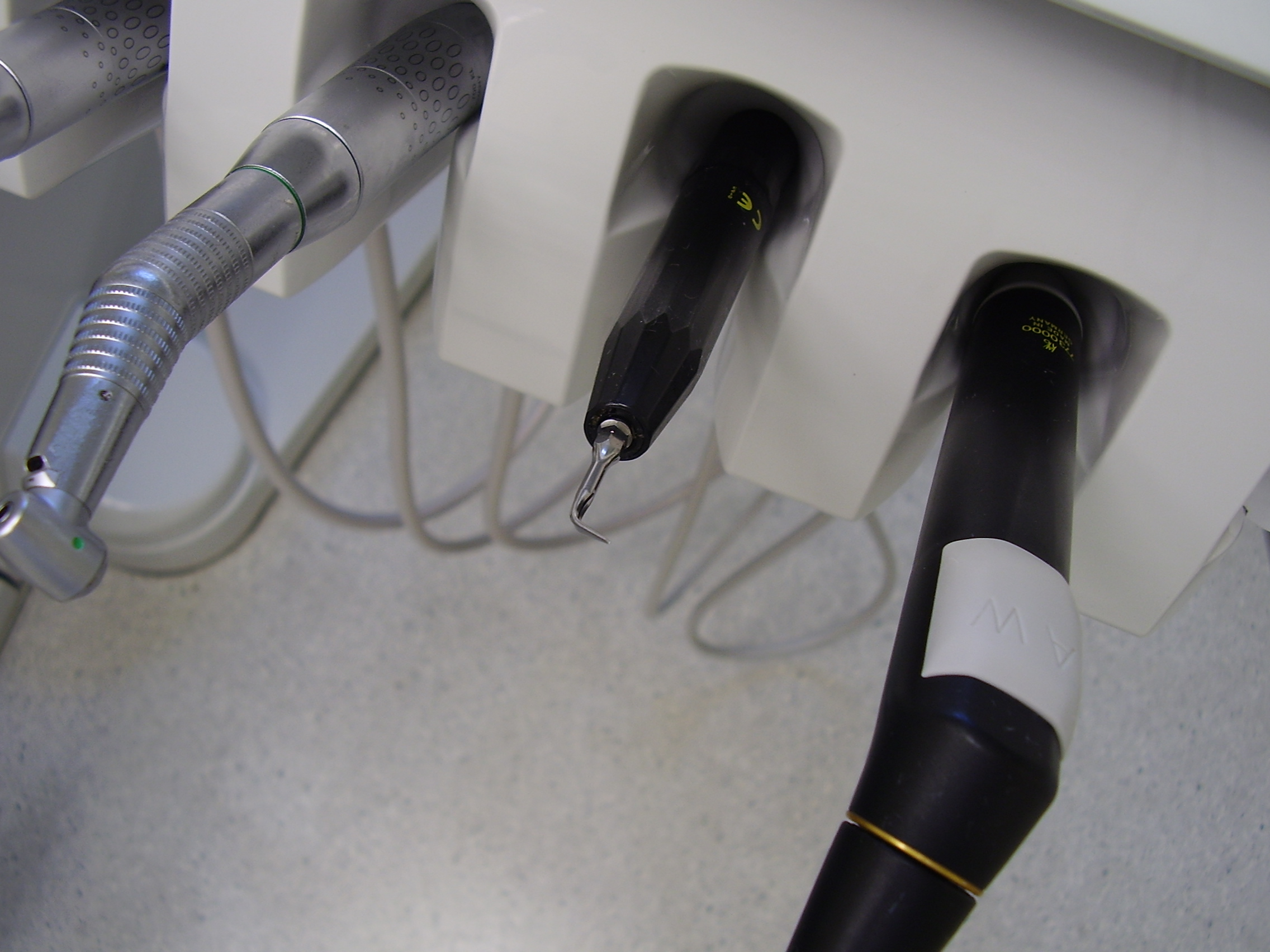
ألة لإزالة الجير تعمل بالاهتزازات فوق الصوتية